# Список україноканадців
У цьому списку подано визначних україноканадців, тобто відомих людей, що прийняли канадське громадянство, та їхніх нащадків.

## Актори, шоумени та режисери
- Ніккі Бенц (Алла Мончак), порноакторка
- Роман Данило, гуморист
- Фред Іванюк, актор
- Люба Ґой, акторка-комікеса
- Джеремі Кушнір, актор, автор пісень
- Татьяна Маслані, акторка
- Джеймс Мотлюк, режисер
- Вільям Шетнер, актор
- Адам Смолюк, актор і сценарист
- Алекс Требек, тележурналіст, ведучий популярних розважальних телепрограм
- Кетрін Винник, акторка

## Художники й танцюристи
- Едвард Буртницький, фотограф
- Денис Дроздюк, балерист, переможець 3-го сезону програми «So You Think You Can Dance Canada»
- Джон Крісфалузі, мультиплікатор, відомий за мультсеріалом «Шоу Рена та Стімпі»
- Василь Курилик, художник, член Ордену Канади
- Олег Липченко, художник
- Лео Мол, скульптор, живописець

## Музиканти
- Ренді Бекмен, музикант
- Пол Брандт (Пол Рені Белоберсицький), музикант у стилі кантрі
- Роман Когут, музикант
- Рік Данко, музикант (гурт The Band)
- Іван і Стефан Дорощуки, музиканти, члени гурту Men Without Hats
- Горді Джонсон, лідер багатьох музичних гуртів
- Джульєтта, співачка
- Бретт Кіссел, співак у стилі кантрі
- Тереза Сокирка, співачка
- Роман Солтикевич, засновник хору «Дніпро» в Едмонтоні

## Спортсмени
- Дейв Андрейчук, хокеїст (лівий нападник)
- Джонні Бавер, хокеїст (воротар)
- Білл Барілко, хокеїст (крайній нападник)
- Майк Боссі, хокеїст (правий нападник)
- Тайлер Бозак, хокеїст (центральний нападник)
- Турк Брода, хокеїст (воротар)
- Джонні Буцик, хокеїст (крайній нападник)
- Ед Веренич, керлер
- Орест Мелещук, керлер
- Білл Мосієнко, хокеїст (правий нападник)
- Алекс Семенець, футболіст
- Келлі Стефанишин, плавчиня

## Бізнесмени
- Юджин (Євген) Мельник, власник фармацевтичної «Biovail Corporation» та хокейної команди «Оттава Сенаторс»
- Соня Скарфілд, підприємиця, власниця хокейної команди «Калгарі Флеймс»
- Чарльз Джуравінські, підприємець і меценат, який збудував кілька лікарень, колишний власник іподрому Фламборо-Даунс

## Чиновники
- Едвард Дмитро Байда, голова верховного суду провінції Саскачеван (1981—2006)
- Джон Сопінка, член Верховного суду Канади (1988—1997)

## Політики
- Іван Бейкер, член Палати громад від Ліберальної партії
- Джеймс Безан, член Палати громад від консерваторів
- Ерні (Ернест) Івз, колишній Прем'єр-міністр Отаріо
- Ед (Едвард) Івасюк, робітничий активіст, член міської ради Едмонтона
- Сільвія Федорук, канадська науковиця, керлінгістка, колишня лейтенант-губернаторка Саскачевану (1988—1994)
- Гарі Філмон, колишній Прем'єр-міністр Манітоби
- Христя Фріланд, міністерка закордонних справ Канади (див. також розділ «Письменники й журналісти»)
- Вільям Гавриляк, колишній міський голова Едмонтона
- Роман Гнатишин, генерал-губернатор Канади (1990—1995)
- Степан Дзюба, колишній міський голова Вінніпега
- Джерард Кеннеді, міністр освіти Онтаріо (2003—2006)
- Петер Ліба, лейтенант-губернатор Манітоби (1999—2004)
- Мері-Енн Мігичук, міністерка зайнятості, праці й робочої сили Канади (2015—2017)
- Стів Пітерс, міністр праці Онтаріо (2005—2007) та міністр сільського господарства й продовольства (2003—2005)
- Рой Романов, Прем'єр-міністр Саскачевану (1991—2001)
- Дон Руснак, член Палати громад Канади з 2015 року
- Едвард Шраєр, генерал-губернатор Канади (1979—1984), перший генерал-губернатор українського походження
- Андрій Шандро, ветеран Першої світової війни, перший українець, обраний до Законодавчих зборів Альберти
- Вільям Скорейко, політик, член парламенту Канади
- Михайло Стар-Старчевський, міністр праці Канади (1957—1968), перший федеральний міністр українського походження
- Едвард Стельмах, Прем'єр-міністр Альберти (2006—2011)
- Борис Вжесневський, член парламенту Канади
- Іван Яремко, член парламенту Онтаріо (1951—1975), довголітній міністр в уряді провінції Онтаріо (1958—1974)
- Павло Юзик, колишній сенатор, ініціатор політики багатокультурності в Канаді

## Військові діячі
- Пітер Дмитрук, герой Другої світової війни (Повітряні сили Канади)
- Пилип Коновал, герой Першої світової війни, кавалер Хреста Вікторії (єдиний серед українців)

## Релігійні діячі
- Митрополит Василій (в миру Василь Васильович Федак)
- Митрополит Михаїл (в миру Федот Нечипирович Хороший)

## Науковці та дослідники
- Альберт Бандура, психолог
- Роберта Лінн Бондар, перша канадська жінка-астронавтка і перша лікар-невролог, яка побувала в космосі
- Ісидор Глинка, біохімік, очільник Конґресу Українців Канади
- Тарас Кузьо, політолог
- Юрій Луцький, літературознавець, літературний критик
- Любомир Романків, провідний науковець компанії IBM в галузі комп'ютерних технологій
- Ярослав-Богдан Рудницький, мовознавець і літературознавець
- Володимир Гачинський[en], дослідник у галузі клінічної нейронауки. Розробив шкалу для диференціальної діагностики деменцій, названу на його честь.

## Письменники й журналісти
- Алекс Біга, юрист, співавтор (разом із Мирославом Дяковським) книги «Український досвід у Квебеку» (англ. The Ukrainian Experience in Quebec, 1994)
- Мирослава Косташ, письменниця
- Христя Фріланд, редакторка газети Financial Times (див. також розділ «Політики»)
- Джо Шустер, один із творців Супермена
- Марша Скрипух-Форчух, письменниця

## Інші
- Федір Богатирчук, шахіст
- Анні Буллер, профспілкова діячка
- Дарія Вербова, супермодель, художниця та фотографка
- Кирило Геник, канадський імміграційний урядник
- Богдан Гаврилишин, економіст, громадський діяч, меценат, дійсний член Римського клубу
- Джін Дуб, архітектор
- Даррен Дутчишин, спортивний коментатор
- Володимир Катрюк, військовий злочинець, член 118-й батальйону шуцманшафту, французького руху опору та французького іноземного легіону
- Іван Пилипів, один із перших українських поселенців у Канаді